# Riding Bean
Riding Bean (ライディング・ビーン, Raidingu Bīn) est une OAV japonaise de Yasuo Hasegawa d'après l'œuvre de Kenichi Sonoda, sortie au Japon le 2 février 1989.
Riding Bean est l'adaptation d'un manga inachevé du même nom de Kenichi Sonoda publié par le magazine japonais Comics Noizy et arrêté après 4 chapitres à la suite de la disparition du magazine en 1989. Il est inclus dans le dernier tome de Gunsmith Cats - Revised Edition sorti en février 2007.

## Synopsis
Bean Bandit, pilote professionnel à Chicago, est engagé pour protéger une jeune fille, Chelsea Grimwood, qui vient d'échapper à un enlèvement. Mais en voulant ramener la jeune fille auprès de son père, il se retrouve accusé de son enlèvement.

## Distribution des voix

### Version japonaise
- Hideyuki Tanaka : Bean Bandit
- Naoko Matsui : Rally Vincent, la coéquipière de Bean Bandit
- Mami Koyama : Semmerling
- Megumi Hayashibara : Carrie
- Kei Tomiyama : l'Inspecteur Percy
- Nobuo Tobita : Dick, l'assistant de Percy
- Yūsaku Yara : le Chef de la police
- Michitaka Kobayashi : Morris, Robber
- Tomoko Maruo : la serveuse du Pennys
- Jun Hazumi : George Grimwood, le père de Chelsea
- Chieko Honda : Chelsea Grimwood, la jeune fille enlevée

## Commentaires
Les personnages Bean Bandit et Rally Vincent réapparaitront en 1991 dans un autre projet de Kenichi Sonoda : Gunsmith Cats.
Lorsque Bean discute avec Percy devant la maison de Grimwood, la plaque d'une des voitures de police est « THX-1148 » en référence au film THX 1138 de George Lucas (1971).
La voiture que Semmerling vole dans le parking est immatriculée « BDR 529 » qui est aussi la plaque de la Bluesmobile dans le film The Blues Brothers de John Landis (1980), qui se déroule aussi à Chicago et qui met également en scène des courses poursuites avec des voitures de police.

## Musique
Une compilation regroupant les musiques de l'OAV intitulée Riding Bean - Excellent driving music est sortie le 28 décembre 1988 au Japon chez Toshiba EMI Ltd.
1. Phil Perry - Road Buster, composé par Phil Perry et David Garfield
2. Andrea Robinson - Bad Girl, composé par Larry Klimas et David Garfield
3. Dealin' Down, composé par David Garfield
4. Bean Bandit Boogie, composé par David Garfield
5. Brewy´s Bag, composé par David Garfield
6. Phil Perry - King Of The Road, composé par Ray Wolff
7. Hit The Highway, composé par David Garfield
8. Get Out Of My Way, composé par David Garfield
9. Kickin' Booty, composé par David Garfield
10. Phil Perry - Runnin' The Road, composé par Phil Perry et David Garfield